# Chalet du gardien
Le chalet du gardien est une petite maison située à l'angle de la rue Hubert-Colombier et de la rue du Maréchal-Foch, à Vichy dans l'Allier. Il avait été construit à l'entrée de ce qui était alors une voie privée, sur une parcelle très réduite, pour héberger le gardien du cette rue. Il est inscrit depuis 1978, comme un grand nombre de villas de cette rue, au titre des Monuments historiques.

## Historique
Construit par Honoré Vianne, entre 1897 et 1900, dans un style néo-médiéval sur une surface au sol très réduite (12 m2) à l'une des entrées de la rue, il était destiné à héberger le gardien. Ce fut la première construction du lotissement et la seule réalisée par Vianne (alors âgé de 70 ans, c'est sa dernière construction connue, les autres bâtiments de la rue sont principalement réalisés par Percilly, et quelques-uns par Henri Decoret, Henri Despierre...). Le rez-de-chaussée, bien que très étroit, abrita une boutique. De 1896 à 1913, le cocher de la famille Colombier y résida, puis un cordonnier. En 1971, alors qu'il menaçait de s'écrouler, sa propriétaire d'alors reçut une injonction de le faire détruire sous 8 jours, qu'elle n'appliqua pas. En 1978, la ville en fit l'acquisition dans le but de le détruire et d'améliorer le débouché de la rue, mais finalement y renonça. Le chalet fut inscrit aux Monuments historiques en 1978 et la ville le revendit à un particulier en 1997.
Un second chalet, assez similaire, devait être construit à l'autre extrémité de la rue mais le permis de construire fut refusé pour un défaut d'alignement.